# Нервандер, Йоган Якоб
Иоганн (Йохан, Йоган) Яков Нервандер (швед. Johan Jakob Nervander; 23 февраля 1805, Нюстад, Або-Бьёрнеборгская губерния — 15 марта 1848, Гельсингфорс, Великое княжество Финляндское) — финский физик и астроном, поэт, известен работами по электричеству, магнетизму и метеорологии. Лауреат Демидовской премии (1848, посмертно). Член-корреспондент Императорской Санкт-Петербургской академии наук (03.12.1842).
Создатель градуированного варианта гальванометра.
Профессор физики Гельсингфорсского университета и директор его магнитной обсерватории.
В 1842 году Нервандер, по представлению академика А. Я. Купфера, поддержанному академиками Э. X. Ленцем и Г. И. Гессом, был избран членом-корреспондентом Петербургской Академии наук по физическому разряду.
Отец писателя Эмиля Нервандера (1840—1914).